# Футбол в ГДР
Футбол в ГДР охватывает историю футбола в Советской зоне оккупации Германии и ГДР с послевоенного периода (с мая 1945 года) до объединения Германии в 1990 году и роспуска Немецкого футбольного союза ГДР в том же 1990 году и лиги ГДР в 1991 году.

## История
В 1948 году в страну вернулся спорт — был проведён первый чемпионат Восточной Германии, за победу в котором боролись по две команды каждой из пяти областей, входивших в ГДР. В финале турнира «Планитц» одолел «Фраймфельде Халле» со счётом 1:0. Годом позже Немецкий спортивный комитет стал организатором национального чемпионата — сначала соревнование носило имя цоненлиги, затем ДС-лиги, и, наконец, Оберлига.
Первым чемпионом ГДР стал «Хорх» из Цвикау, в апреле 1950 года победивший в решающем матче «Дрезден-Фридрихштадт» со счетом 5:1. Больше всего чемпионатов ГДР выиграло берлинское «Динамо», становившееся первым 10 раз подряд — в период с 1978/79 по 1987/88 сезоны. Дрезденские динамовцы завоёвывали чемпионский титул восемь раз, а «Форвертс» из Берлина — шесть. Первым обладателем Кубка страны стал «Ваггонбау» (Дессау), в августе 1949 года взявший верх с минимальным счётом над «Гера-Зюд». «Магдебург» и «Динамо» (Дрезден) по семь раз завоёвывали Кубок ГДР, а лейпцигский «Лок» выигрывал этот трофей пять раз.
На международной арене сборная ГДР дебютировала далеко не сразу. Лишь на Конгрессе ФИФА в 1952 году Футбольная секция ГДР (ФСГ) стала членом мирового футбольного союза. Спустя два года в Базеле ФСГ выступила в качестве одного из основателей УЕФА.

### Олимпийский футбол
Первый международный поединок сборная ГДР провела 21 сентября 1952 года в Польше и уступила хозяевам 0:3. 293-м и последним матчем национальной команды стала игра в Брюсселе — 12 сентября 1990 года немцы взяли верх над Бельгией со счётом 2:0. Больше всего матчей за команду ГДР провёл футболист ростокской «Ганзы» и «Магдебурга» Йоахим Штрайх — 102. Он же с 55-ю голами остался самым результативным игроком сборной. Рекордсменом по числу встреч в чемпионате ГДР с 440 поединками стал Эберхард Фогель, большую часть карьеры защищавший цвета «Карл Цейса». Лучшим бомбардиром за всю историю первенств ГДР также стал Штрайх — на его счету 229 мячей.
Футбольная ассоциация ГДР (ФАГ), сменившая ФСГ, была основана в 1958 году в Берлине. Поначалу организации пришлось непросто, ведь основное внимание в стране уделялось олимпийским медалям, но футбол сохранил свой вес. На Олимпиаде в Токио (1964) Объединённая германская команда, куда в основном были включены футболисты-любители из Восточной Германии, завоевала бронзовые медали. Даже правительство понимало, как важен этот вид спорта на национальном и международном уровне. В 1966 году при помощи правящей партии были основаны десять клубов, что дало новый толчок развитию футбола в ГДР.
Сборная ГДР лишь однажды участвовала в финальной стадии чемпионатов мира — это случилось в 1974 году, когда турнир проходил в ФРГ. В матче первого этапа в Гамбурге команда ГДР со счётом 1:0 одолела хозяев, которые в итоге стали чемпионами мира. Единственный гол тогда забил Юрген Шпарвассер.
На 1970-е годы приходятся олимпийские успехи сборной ГДР: на Олимпиаде-72 в Мюнхене восточногерманские футболисты разделили бронзовые медали с футболистами СССР; через 4 года в Монреале сборная ГДР обыграла в финале поляков, олимпийских чемпионов 1972 года, и завоевала золотые медали; на московской Олимпиаде-80 сборная вновь дошла до финала, но уступила Чехословакии, получив серебро.

## Клубы ГДР в еврокубках
В первые годы команды Восточной Германии редко добивались успеха в Еврокубках. До 1969 года только четыре представителя ГДР доходили до четвертьфинала, а в 1962 году «Мотор» (Йена) вышел в полуфинал Кубка кубков. В остальных случаях восточногерманские команды выбывали в первых двух турах. Только во второстепенном Международном кубке по футболу (который проводился с 1961 по 1967 год и был предшественником Кубка Интертото) ГДР добилась успехов: СК «Лейпциг» (теперь известен как «Локомотив Лейпциг») в 1965 году смог выйти в финал, а в следующем году добился победы.
С основанием футбольных клубов в 1966 году началась определённая консолидация и повышение качества клубного футбола ГДР. Это отразилось и на успехах команд в еврокубкахы. В 1970-е годы восточногерманские команды регулярно выходили в четверть- или полуфиналы, обыгрывая известных соперников из Италии, Португалии и Англии. Наибольших успехов в европейских клубных турнирах добились «Магдебург», «Карл Цейсс Йена» и «Динамо Дрезден», повысив международную репутацию клубного футбола ГДР, а самым большим успехом стала победа «Магдебурга» в Кубке обладателей кубков в 1974 году. Положительно на имидже футбола ГДР сказалось и выступление дрезденского «Динамо» в Кубке европейских чемпионов в 1973 году, когда команда из ГДР, выбив из розыгрыша итальянский «Ювентус», уступила в ожесточённой борьбе мюнхенской «Баварией» во втором раунде. Это была первая немецко-немецкая дуэль в клубных турнирах УЕФА.
В 1980-х годах команды ГДР постепенно начали сдавать свои позиции на европейской арене. Хотя «Йена» и «Локомотив Лейпциг» выходили в финал Кубка обладателей кубков («Йена» проиграла тбилисскому «Динамо» в 1981 году, а «Лейпциг» уступил амстердамскому «Аяксу» в 1987 году), в целом восточногерманские команды вылетали на ранних этапах и, таким образом, потеряли третье место, которое они временно получили в Кубке УЕФА.
Всего в клубных турнирах УЕФА с 1957 по 1992 год принимали участие 25 клубов из ГДР, в том числе, дрезденское «Динамо» — 20 раз, «Карл Цейс» — 16, «Магдебург», берлинское «Динамо» и лейпцигский «Локомотив» — по 15 раз. Рекордсменом среди команд ГДР по количеству игр, проведённых в Еврокубках является дрезденское «Динамо» (98). Стартовав в 1957 году в клубных турнирах УЕФА свой первый еврокубковый сезон клубы ГДР завершили на 17-м месте в таблице коэффициентов УЕФА. Вершиной для восточногерманского клубного футбола стал 1974 год, когда клубы ГДР поднялись на 4-е место в таблице коэффициентов УЕФА.

## Объединение Германии
Воссоединение Германии положило конец более чем 40-летней истории футбола в ГДР. 20 ноября 1990 года, уже после объединения Германии, в Лейпциге состоялось внеочередное заседание Футбольного союза ГДР, на котором было принято решение о его ликвидации и создании Северо-Восточной футбольной ассоциации (нем. Nordostdeutscher Fußballverband). Уже на следующий день новая организация, объединявшая 4 998 клубов 424 587 игроков, стала частью Германского футбольного союза в качестве пятой региональной ассоциации. Новый союз включал в себя шесть региональных федераций — Тюрингии, Саксонии, Саксонии-Анхальт, Бранденбурга, Мекленбурге-Форпоммерне и объединённом Берлине.
44-й и последний сезон чемпионата ГДР стартовал 11 августа 1990 года под названием Оберлига Футбольного союза Северо-Восточной Германии (NOFV-Oberliga) и завершился 25 мая 1991 года победой ФК «Ганза» (Росток). Два сильнейших клуба турнира, «Ганза» и «Динамо» (Дрезден), были включены в Бундеслигу, клубы, занявшие места с 3-го по 6-е, «Рот-Вайсс» (Эрфурт), «Галлешер» (Галле), «Кемницер» (Хемниц) и «Карл Цейсс» (Йена), получили право выступать во Второй Бундеслиге. Последняя игра сборной ГДР состоялась 12 сентября 1990 года в Брюсселе против команды Бельгии и завершилась победой восточногерманской команды со счётом 2:0.

## Чемпионы ГДР
Чемпионы Восточной зоны
- Чемпионат Восточной зоны 1948 года — «Планитц[нем.]»
- Чемпионат Восточной зоны 1949 года — «Унион Галле»

Чемпионы Обер-лиги
См.: Список чемпионов Обер-лиги ГДР
Чемпион Северо-Восточной Германии
- Чемпионат Футбольного союза Северо-Восточной Германии (1990/1991) — Ганза (Росток)